# Жан-Поль Аконо
Жан-Поль Аконо (фр. Jean-Paul Akono, нар. 1 січня 1952) — камерунський футболіст, що грав на позиції півзахисника. По завершенні ігрової кар'єри — тренер, найбільш відомий здобуттям золотих олімпійських медалей з олімпійською збірною Камеруну на Олімпіаді-2000.

## Ігрова кар'єра
Про ігрову кар'єру Аконо відомо лише, що протягом 1979—1980 років він грав за команду клубу «Канон Яунде», а до того, у 1973, встиг провести одну офіційну гру у складі національної збірної Камеруну.

## Кар'єра тренера
2000 року очолив олімпійську збірну Камеруну, яка неочікувано стала переможцем футбольного турніру на Олімпіаді-2000, обігравши по його ходу команди з Бразилії, Чилі та Іспанії. Ця перемога відкрила світові таким майбутніх зірок світового футболу як Самюель Ето'о, Жеремі Нжітап та Карлос Камені, яким по ходу турніру допомагав досвідчений Патрік Мбома.
Після олімпійського тріумфу 2001 року став головним тренером збірної Камеруну, проте вже того ж року поступився місцем німецькому спеціалісту Вінфріду Шеферу.
Протягом 2002–2003 років очолював тренерський штаб національної збірної Чаду.
2012 року повернувся на тренерський місток збірної Камеруну, проте наступного року був змушений його залишити через проблеми зі здоров'ям.

## Титули і досягнення

### Як гравця
- Бронзовий призер Кубка африканських націй: 1972

### Як тренера
- Олімпійський чемпіон (1): 2000